# Милья (река)
Милья — река в России, протекает по территории Новоржевского района Псковской области. Устье реки находится в 24 км от устья Сороти по правому берегу. Длина реки — 25 км, площадь водосборного бассейна — 438 км².
- В 22 км от устья впадает правый приток Выборка.
- В 15 км от устья впадает правый приток — ручей Рудинка.
- В 9,2 км от устья впадает правый приток Вивка.

## Данные водного реестра
По данным государственного водного реестра России относится к Балтийскому бассейновому округу, водохозяйственный участок реки — Великая. Относится к речному бассейну реки Нарва (российская часть бассейна).
Код объекта в государственном водном реестре — 01030000112102000028380.